# Penny Hunt
Penny Hunt (eigentlich Penelope Christine Hunt, geb. Haworth; * 18. Januar 1948 in Timaru) ist eine ehemalige neuseeländische Sprinterin.
1969 gewann sie bei den Pacific Conference Games Silber über 100 m und Bronze über 200 m. Im Jahr darauf wurde sie bei den British Commonwealth Games 1970 in Edinburgh Achte über 200 m und schied über 100 m im Halbfinale aus.
Bei den Olympischen Spielen 1972 erreichte sie über 400 m das Viertelfinale.
1974 wurde sie bei den British Commonwealth Games in Christchurch Siebte über 400 m und Fünfte in der 4-mal-400-Meter-Staffel.
Bei den Commonwealth Games 1978 in Edmonton wurde sie Vierte in der 4-mal-100-Meter-Staffel. Über 200 m schied sie im Vorlauf und über 400 m im Halbfinale aus.
Dreimal wurde sie Neuseeländische Meisterin über 100 Yards bzw. 100 m (1969, 1970, 1975),  sechsmal über 220 Yards bzw. 200 m (1966, 1968–1971, 1975) und fünfmal über 440 Yards bzw. 400 m (1968, 1971, 1976, 1978, 1981).

## Persönliche Bestzeiten
- 200 m: 23,67 s, 6. März 1976, Auckland (handgestoppt: 23,4 s, 20. Februar 1971, Wellington)
- 400 m: 52,66 s, 3. September 1972, München